# Kirkebygda
Kirkebygda (eller Enebakk) är en tätort som utgör centralort i Enebakks kommun i Akershus fylke i sydöstra Norge. Orten hade 559 invånare 2005 och ligger mellan tätorterna Ytre Enebakk och Flateby. Den har fått sitt namn från Enebakks kyrka som är central för bygden.